# Katreus
Katreus is een Afrotropisch geslacht van vlinders van de familie van de dikkopjes (Hesperiidae), uit de onderfamilie van de Katreinae.
Dit geslacht is monotypisch, dat wil zeggen dat het maar één soort heeft namelijk Katreus johnstonii (Butler, 1887).